# Erythrodes sutricalcar
Erythrodes sutricalcar är en orkidéart som beskrevs av Louis Otho Otto Williams. Erythrodes sutricalcar ingår i släktet Erythrodes och familjen orkidéer. Inga underarter finns listade i Catalogue of Life.